# Ruta del Che

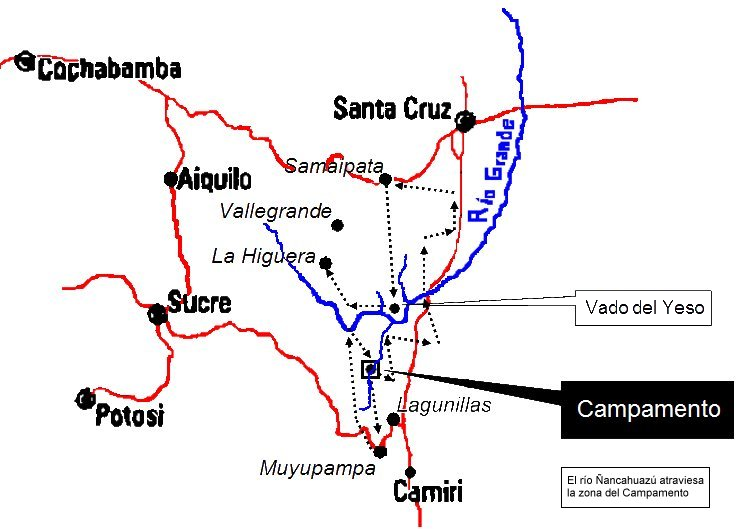
Die "Ruta del Che" (gepunktete Linien)

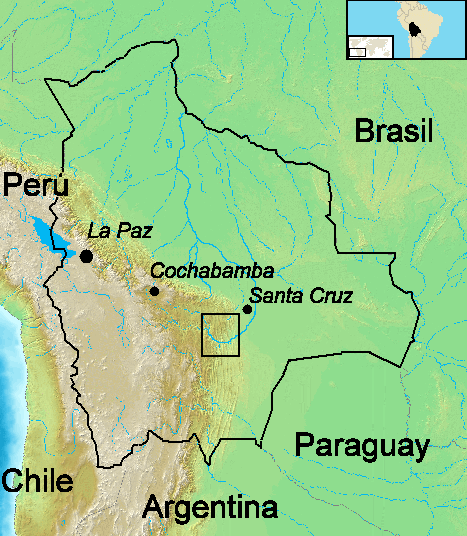
Das Gebiet, in dem Che Guevara und seine ELN 1966–1967 operierte, auf der Karte Boliviens

Die Ruta del Che (Weg des Che) ist der Weg des kubanischen Guerillaführers Che Guevara und seiner Gruppe ELN während seiner letzten beiden Jahre 1966 und 1967 in Bolivien. Heute ist die Route ein beliebter touristischer Pilgerweg.

## Lage und Verlauf
Sie liegt in der Region des Río Ñancahuazú, einem direkten Nebenfluss des Río Grande im südöstlichen Bolivien, dort wo die Ausläufer der Gebirgskette der Anden in die Ebenen des Gran Chaco übergehen.
Die Region ist nur dünn besiedelt mit bäuerlichen Gemeinschaften des indigenen Guaraní-Volkes und liegt im Schnittpunkt dreier Provinzen: der Provinz Florida im Norden, der Provinz Vallegrande im Südwesten und der Provinz Cordillera im Südosten. 
Endpunkte der Route sind das Dorf La Higuera, wo Che am 9. Oktober 1967 erschossen wurde, und die Stadt Vallegrande, in der der Leichnam Che Guevaras heimlich verscharrt wurde.